# Naitasiri
Naitasiri é uma das cinco províncias da Divisão Central, das Fiji. Faz parte de um conjunto de oito províncias que dividem a ilha de Viti Levu. 
Sua capital é a cidade de Naitasiri.

## Distritos
A província de Naitasiri é constituída por quatro distritos:
- Naitasiri
- Lomaivuna
- Waimaro
- Wainimala